# Coprinopsis variegata
A Coprinopsis variegata é uma espécie de fungo da família Psathyrellaceae. Distribuída no leste da América do Norte, possui um píleo de tamanho médio, em forma de sino ou achatado, com até 7,5 cm de diâmetro e escamas irregulares semelhantes a feltro. As lamelas, inicialmente brancas, tornam-se pretas na maturidade e acabam se dissolvendo em uma "tinta" preta. Os basidiomas crescem em tufos ou grupos dispersos, em folhas ou madeira podre, embora a madeira possa estar enterrada, dando a impressão de crescer no solo. O fungo é encontrado nos Estados Unidos, em áreas a leste das Grandes Planícies. Coprinus ebulbosus e Coprinus quadrifidus são nomes atribuídos por Charles Horton Peck ao que ele acreditava serem espécies distintas de C. variegata; mais tarde, foi demonstrado que representavam a mesma espécie e agora são sinônimos. O cogumelo não é recomendado para consumo e foi demonstrado que causa reações alérgicas em indivíduos suscetíveis.

## Taxonomia
O micologista americano Charles Horton Peck descreveu três espécies semelhantes ao longo de um período de 24 anos. A primeira, Coprinus variegata (1873), seguida mais tarde por C. ebulbosus (1895), e finalmente C. quadrifidus (1897). C. ebulbosus foi inicialmente considerada uma variedade da espécie europeia Coprinus picaceus (Bull. ex Fr.) S.F.Gray (atualmente conhecida como Coprinopsis picacea). Quatro anos mais tarde, Peck publicou uma descrição mais completa da var. ebulbosus e a elevou à categoria de espécie, tendo constatado que ela diferia consistentemente da C. picaceus em sua menor estatura, ausência de uma base bulbosa no estipe e esporos muito menores.

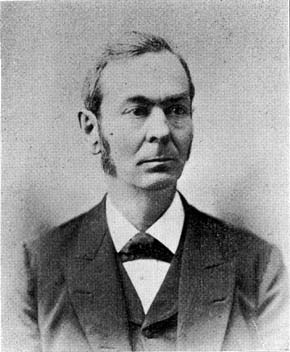
Peck descreveu três espécies hoje consideradas sinônimos de Coprinopsis variegata

As três espécies descritas por Peck foram distinguidas com base em características físicas que, mais tarde, foram consideradas um tanto sobrepostas. Em termos de características microscópicas, os tamanhos dos esporos não eram suficientemente diferentes entre elas para serem usados como caracteres taxonômicos discriminantes. Pesquisadores posteriores da flora de cogumelos da América do Norte tiveram dificuldades em interpretar os conceitos de Peck sobre esses três táxons e em confirmar a presença deles em suas pesquisas regionais. Por exemplo, McIlvaine (1902), Hard (1908), e McDougall (1925) relataram (como variedade ou espécie) apenas C. ebulbosus. Bisby (1938), Christensen (1946), Smith (1958), e Groves (1962) mencionaram apenas C. quadrifidus. Tanto Kauffman (1918) quanto Graham (1944) descreveram C. ebulbosus e C. quadrifidus; Graham, entretanto, incluiu apenas C. quadrifidus em sua chave para as descrições das espécies de Coprinus. Em 1979, W. Patrick publicou uma análise comparativa dos três táxons a partir de material coletado por Peck e, após concluir que os três não eram suficientemente distintos para serem considerados espécies separadas, reduziu-os à sinônimo de Coprinopsis variegata, o nome mais antigo.
O epíteto específico variegata deriva do particípio passivo do verbo do latim variegatus, que significa "ter cores diferentes, variegar". O nome sinônimo quadrifidus refere-se aos quatro segmentos nos quais o píleo frequentemente se divide quando maduro; e ebulbosus significa "não ser bulboso". O cogumelo é comumente conhecido como "píleo de tinta escamoso" (scaly ink cap) ou "píleo com tinta escama de feltro" (feltscale inky cap).

## Descrição

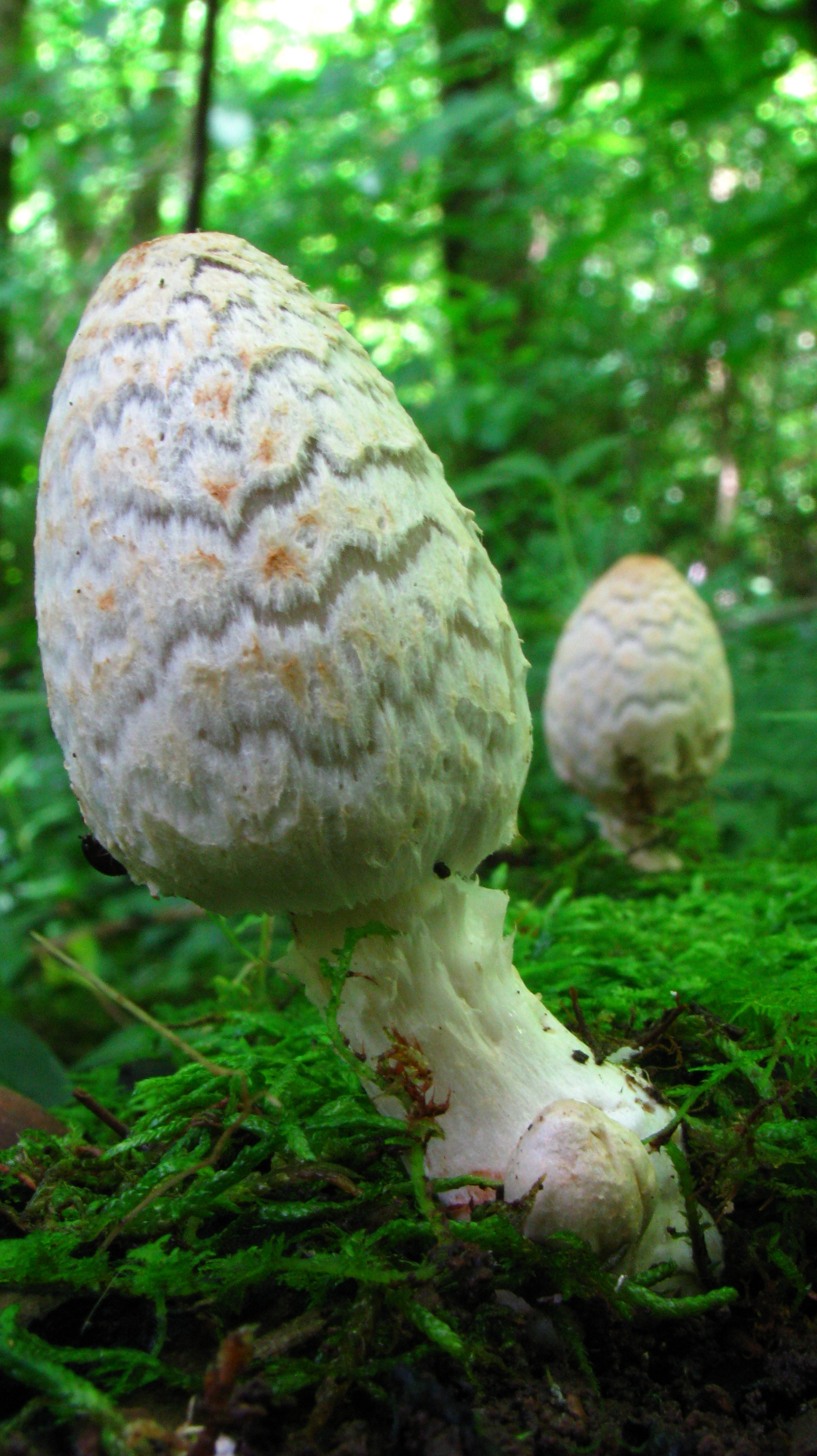
Os cogumelos jovens são ovais

O píleo é fino, inicialmente ovalado, depois em forma de sino e, em seguida, achatado com a margem voltada para cima; atinge diâmetros de até 30,5 cm. Quando jovem, a superfície do píleo é coberta por um véu lanoso esbranquiçado ou amarelado que se divide em flocos ou escamas de curta duração; esse processo revela a superfície do píleo cinza a marrom-acinzentada radialmente estriada (sulcada). As lamelas são largas, finas, agrupadas e livres de fixação ao estipe; são inicialmente brancas, mas tornam-se marrom-arroxeadas escuras à medida que os esporos amadurecem. O estipe tem de 10,2 a 30,5 cm e até 1 cm de espessura, é oco e esbranquiçado; tem aproximadamente a mesma largura em todo o comprimento e pode ter um anel fino, semelhante a algodão, próximo à base. Os grupos de basidiomas têm uma massa de rizomorfos na base chamada ozonium.
A esporada é marrom-escura. Um microscópio de luz pode ser usado para revelar mais características dos esporos, incluindo superfícies lisas, cor marrom-escura, formato elipsoide em vista frontal e formato de ovo em vista lateral, e dimensões de 7,5 a 9,5 por 4 a 4,5 μm. O ápice do esporo parece truncado devido à presença de um poro germinativo. Os basídios (células portadoras de esporos) são hialinos (translúcidos), com dimensões de 14 a 16 por 6,5 a 7,5 μm. As paráfises têm 9 a 11 por 8 a 10 μm, são hialinas e colapsam facilmente. Os pleurocistídios (cistídios presentes na face das lamelas) são abundantes, aproximadamente cilíndricos, hialinos e medem de 100 a 150 por 20 a 35 μm. Os queilocistídios (cistídios na borda das lamelas) estão presentes em espécimes jovens e são aproximadamente elipsoides, medindo 50 a 80 por 15 a 25 μm. As fíbulas são abundantes nas hifas em todos os tecidos do basidioma.
A comestibilidade da Coprinopsis variegata não foi claramente estabelecida, e as opiniões divergem quanto à sua conveniência. Um guia de campo de 1987 para as espécies norte-americanas adverte contra o consumo, chamando-o de "não recomendado", uma conclusão compartilhada em um guia de campo de 2006 para cogumelos da Pensilvânia e do meio do Atlântico, mas não antes de descrevê-lo como "o melhor dos cogumelos píleo de tinta, com um sabor mais rico e melhor textura do que a famosa Coprinus comatus". O cogumelo de sabor amargo não é considerado venenoso. No entanto, suspeita-se que contenham a substância química coprina [en], que causa uma reação de envenenamento quando consumida com álcool. A coprina também foi associada a lesões testiculares em ratos e cães. Além disso, foram relatados casos de reações alérgicas à extratos de tecidos de cogumelos em testes cutâneos. Também foram relatados casos de distúrbios gástricos.

### Espécies semelhantes

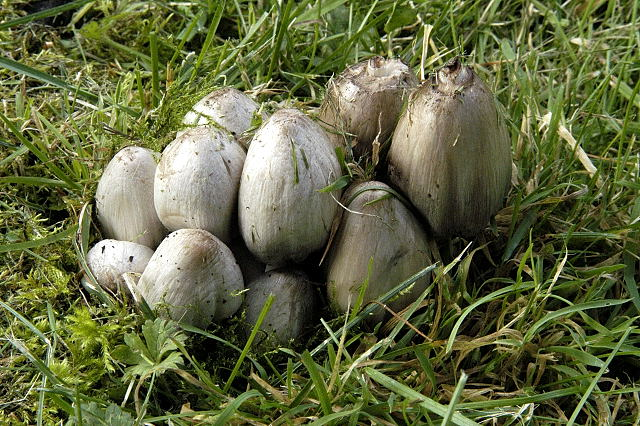
Coprinopsis atramentaria

A Coprinopsis atramentaria é uma espécie cosmopolita que é mais ou menos semelhante em tamanho, cor e estatura, mas não tem escamas lanosas irregulares no píleo como a C. variegata.

## Habitat e distribuição
A espécie é saprófita - obtém nutrientes por meio da decomposição e digestão de matéria orgânica - e cresce em grupos ou aglomerados em folhas em decomposição ou em madeira bem decomposta. Normalmente, frutifica em uma janela estreita de junho a julho; essa frutificação na primavera e no início do verão a distingue das espécies mais comuns Coprinus comatus e Coprinopsis atramentaria, que produzem cogumelos no final do outono. É encontrada nos Estados Unidos, em áreas a leste das Grandes Planícies.
A Coprinopsis variegata pode atacar bactérias do solo, como espécies de Pseudomonas e Agrobacterium, e usá-las como fontes de nutrientes. O fungo consegue isso por meio do crescimento de hifas especializadas na direção das bactérias, detectando-as com algum mecanismo quimioatrativo ainda não totalmente compreendido. Em seguida, o fungo secreta compostos para digerir as bactérias e, ao mesmo tempo, desenvolve hifas assimiladoras para absorver os nutrientes. O processo é relativamente rápido, e as colônias bacterianas podem ser assimiladas em menos de 24 horas.